# شهرستان چابهار
شهرستان چابهار 

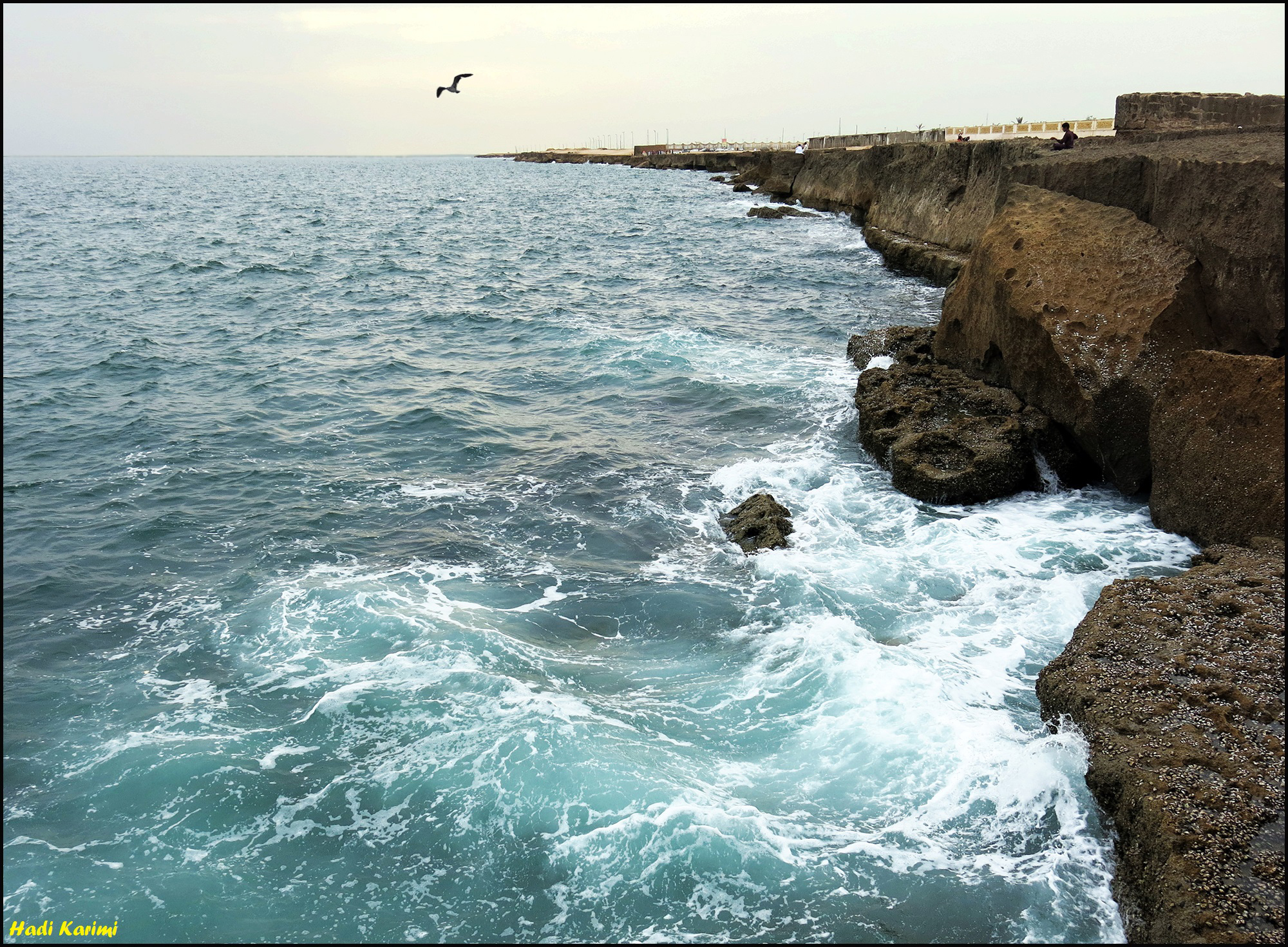
ساحل صخره‌ای چابهار

(به بلوچی: چَهبار، چاهبار، چاه بار) یکی از شهرستان‌های استان سیستان و بلوچستان است. مرکز این شهرستان، شهر چابهار است.

## جمعیت
براساس سرشماری عمومی نفوس و مسکن در سال ۱۳۹۵، جمعیت شهرستان چابهار برابر با ۲۸۳٬۲۰۴ نفر بوده‌است. که با جدا شدن شهرستان دشتیاری جمعیت این شهرستان به ۲۰۳،۲۹۳ تن کاهش یافت.

## تقسیمات کشوری
شهرستان چابهار دارای ۳ بخش، ۵ دهستان و ۲ شهر به شرح زیر است:

### شهرستان چابهار
| بخش      | مرکز بخش | جمعیت بخش ۱۳۹۵ | نام دهستان  | مرکز دهستان | جمعیت دهستان ۱۳۹۵ | شهر              | جمعیت شهر ۱۳۹۵   |
| -------- | -------- | -------------- | ----------- | ----------- | ----------------- | ---------------- | ---------------- |
| مرکزی    | چابهار   | ۱۴۵٬۰۰۷ نفر    | کمبل سلیمان | کمبل سلیمان | ۲۴٬۷۳۵ نفر        | چابهار           | ۱۰۶٬۷۳۹ نفر      |
| مرکزی    | چابهار   | ۱۴۵٬۰۰۷ نفر    | وشنام دری   | وشنام دری   | ۱۳٬۵۳۳ نفر        | چابهار           | ۱۰۶٬۷۳۹ نفر      |
| پلان     | پلان     | ۳۳٬۰۰۴ نفر     | پلان        | پلان        | ۳۱٬۹۶۰ نفر        | پلان             | ۱٬۰۴۴ نفر        |
| پیرسهراب | پیرسهراب | ۲۵٬۲۶۵ نفر     | پیرسهراب    | عورکی بزرگ  | ۱۸٬۲۰۱ نفر        | **************** | **************** |
| پیرسهراب | پیرسهراب | ۲۵٬۲۶۵ نفر     | بجاربازار   | بجاربازار   | ۷٬۰۶۴ نفر         | **************** | **************** |

## موقعیت جغرافیایی
شهرستان چابهار در جنوب استان سیستان و بلوچستان است و از جنوب با دریای مکران از شمال با شهرستان قصرقند از غرب با شهرستان کنارک و از شرق با شهرستان دشتیاری همسایه است. تا سال ۱۳۹۸ چابهار با کشور پاکستان مرز مشترک داشت که در تاریخ ۲۳ آذر ۱۳۹۸ با جدا شدن شهرستان دشتیاری، هم‌اکنون چابهار با پاکستان مرز مشترک ندارد.

## عوارض طبیعی
سرچشمه رودخانه‌های منتهی به شهرستان چابهار تماماً بخشی از حوزه آبریز بزرگ دریای مکران را تشکیل می‌دهند. آن بخش از این حوزه آبریز که در این شهرستان واقع شده‌است را حوزه آبریز رودخانه‌های سرباز، کاجو، کهیر و راپیچ تشکیل می‌دهد که از ارتفاعات مکران سرچشمه می‌گیرند و از شمال به جنوب جریان دارند و در پایان به دریا می‌ریزند. از نظر هیدروژنولوژیکی محدوده شهرستان چابهار را هفت محدوده مطالعاتی تشکیل می‌دهد. در این شهرستان، در حال حاضر تقریباً تمام بهره‌برداری از منابع زیرزمینی صورت می‌گیرد ولی این منابع بسیار وابسته به جریان‌های سطحی اند و به همین دلیل منابع حساس و آسیب‌پذیری هستند.

## حوزه آبریز و شبکه رودخانه‌ها
آب این شهرستان از طریق ۱۰۴۲ حلقه چاه و ۱۳ رشته قنات با میزان آبدهی ۵٫۹۵ میلیون متر مکعب و رودخانه‌های سرباز با میزان آبدهی متوسط سالانه ۵۰۰ میلیون متر مکعب تأمین می‌شود.

## اقلیم
شهرستان چابهار دارای اقلیم بیابانی گرم و مرطوب می‌باشد. میانگین بارش سالانه در این شهرستان ۱۱۰٫۳ میلی‌متر و متوسط دمای آن ۲۶٫۴ درجه سانتیگراد است.

## مردم‌شناسی و فرهنگ
مردم چابهار بلوچ هستند و از مذهب اهل سنت و فقه حنفی هستند. و به زبان بلوچی و گویش مکرانی سخن می‌گویند. لهجه مکرانی بیشتر در مرکز و جنوب بلوچستان و همچنین در بندر جاسک رواج دارد. این شهر مهاجر پذیر به حساب می آید و از سایر شهر های استان و حتی خارج از استان هم به این منطقه مهاجرت کردند

## جاذبه‌های تاریخی و گردشگری

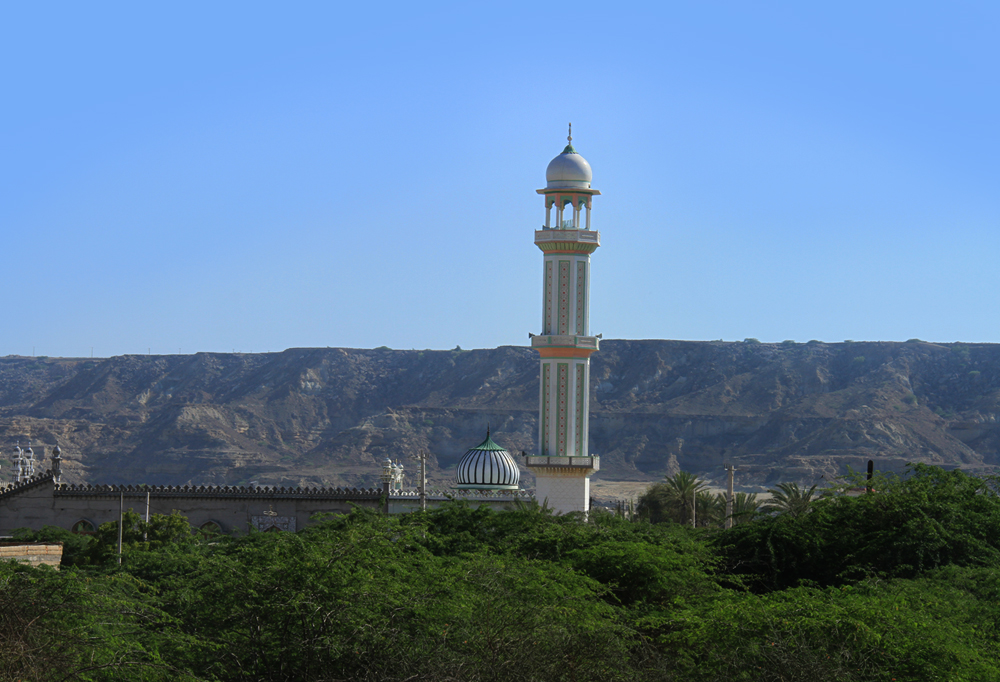
مسجد جامع تیس

- مسجد جامع تیس

- قلعه پرتغالی‌ها (چابهار)
- کوه‌های مریخی چابهار
- جنگل‌های حرا
- گل فشان

## وضعیت اقتصادی

### کشاورزی و منابع طبیعی
در سال زراعی ۸۳–۱۳۸۲ سطح زیر کشت محصولات زراعی و باغی شهرستان چابهار بالغ بر۹۹۸۷ هکتار است که ۲٫۶ درصد از سطح کشت زیر کشت استان را تشکیل می‌دهد. از این مقدار ۴۶ درصد به کشت باغات و۵۴ درصد به زراعت‌های سالانه اختصاص دارد. محصولات عمده زراعی شهرستان سبزیجات، محصولات جالیزی و نباتات علوفه‌ای می‌باشد. طی همان سال، ۲ واحد صنعتی پرورش و نگهداری دام و طیور در سطح شهرستان فعال بوده‌است. همچنین میزان تولید شیر، گوشت قرمز، گوشت مرغ و عسل به ترتیب ۶، ۷٫۵، ۳ و هزار تن بوده‌است.

### صنعت و معدن
تعداد صنایع موجود شهرستان چابهار ۷۶ واحد می‌باشد که تعداد – واحد آن در نقاط روستایی و تعداد – واحد بقیه در نقاط شهری مستقر می‌باشند. در سال ۱۳۸۲ تعداد ۲ کارگاه فعال مسئولیت استخراج معادن را به عهده داشته که عمده‌ترین معادن موجود در سطح این شهرستان عبارت‌اند از: سنگ لاشه ساختمانی. سهم شهرستان از کارگاه‌های معدنی فعال استان ۳٫۱۳ درصد می‌باشد.

## ادارات کل
در شهرستان چابهار ۵ اداره کل مدیریت ادارت مربوطه در جنوب استان را برعهده دارند شامل اداره کل شیلات استان سیستان و بلوچستان ، اداره کل گمرک چابهار ، شرکت نفت و فرآورده های نفتی منطقه چابهار ، اداره کل بنادر و دریانوردی استان سیستان و بلوچستان واقع در چابهار و دانشکده علوم پزشکی چابهار حضور دارند.